# Iso Lehmijärvi
Lehmijärvi är en sjö i Finland. Den ligger i kommunen Ranua i landskapet Lappland, i den norra delen av landet, 600 km norr om huvudstaden Helsingfors. Lehmijärvi ligger 185,8 meter över havet. Arean är 15,5 hektar och strandlinjen är 2,93 kilometer lång. Sjön  ingår i Ijo älvs huvudavrinningsområde. 